# Idioma luganda
Luganda, también conocido como ganda, es una lengua bantú que es hablada principalmente en la región Buganda de Uganda por unos tres millones de personas. Con 100.000 hablantes que la tienen como segundo idioma, es el segundo idioma más hablado de Uganda tras el inglés. Esta lengua se emplea en algunas escuelas primarias en Buganda cuando los alumnos empiezan a aprender inglés (idioma oficial del país).